# Digitalcourage
 (janvier 2014).
Digitalcourage, connu sous le nom de FoeBuD (Verein zur Förderung des öffentlichen bewegten und unbewegten Datenverkehrs)  jusqu’en novembre 2012, est une organisation allemande d’activisme pour la protection de la vie privée et les droits fondamentaux sur Internet. Dans le but de préserver « un monde habitable dans l’âge digitalisé », Digitalcourage œuvre en faveur des droits de l’Homme et du Citoyen. L'organisation fait également campagne pour le Droit de la consommation, la protection de la vie privée, la Liberté de l'information  ainsi que pour des sujets liés.
Le groupe maintient des liens avec des organisations comme le AK Vorratsdatenspeicherung (Groupe de travail contre la conservation des données) et le Chaos Computer Club. En plus, Digitalcourage est membre de l’organisation faîtière European Digital Rights (EDRi).

## Campagnes et reconnaissance
L’organisation est connue pour l’organisation des Big Brother Awards en Allemagne. Il s’agit d’un prix négatif que Digitalcourage e.V. décerne annuellement dans des catégories différentes, reconnaissant des « entreprises, institutions et personnages violant sévèrement et durablement la vie privée ou divulguant des données privées aux tierces parties.
Depuis octobre 2003, Digitalcourage s’engage contre la Radio-identification ayant fondé la campagne « StopRFID » pour l’observation de cette technologie de façon critique.
FoeBuD/Digitalcourage a initié ou soutenu des nombreuses plaintes au Tribunal constitutionnel fédéral contre les lois controverses comme ceux sur la conservation des données, la censure du net et l’intervention dans la vie privée des salariés. 
FoeBuD fut cofondateur du AK Vorratsdatenspeicherung (Groupe de travail contre la conservation des données). 
FoeBuD/ Digitalcourage soutient une manifestation annuelle luttant contre les restrictions de la liberté au nom de la sécurité, nommé « Freiheit statt Angst » (en français : Liberté sans peur).
En réaction au danger que la conservation des données constitue pour l’anonymat, Digitalcourage maintient un nœud Tor sur un serveur loué. L’organisation a également créé un client TOR ressemblant au Tor Browser Bundle distribué directement par le projet TOR. Le but de ce logiciel alternatif est la simplicité et la compatibilité avec les autres plateformes.
Au sein de la campagne contre la loi (étant maintenant abandonnée) qui permettait à l’État le contrôle et la censure de l’internet (Zugangserschwerungsgesetz), Digitalcourage maintient également un serveur DNS sous l’adresse 85.214.20.141 qui échappe à l’implémentation de cette loi via Empoisonnement du cache DNS.
Le réseau ZaMir (« pour la paix » en serbe), qui fut créé en 1991 sur la base de BIONIC (un bulletin board system libre de censure) pour faciliter la communication pendant la guerre de Yougoslavie fut récompensé par le parti allemand Alliance 90 / Les Verts avec le prix « Sinnformation » (mot-valise de « raison/ sens » et « information ») en 1998.
Digitalcourage a reçu en 2008 la médaille Theodor Heuss, étant un prix de grande estime sur le niveau national pour ses activités en faveur des droits de l’homme.

## Origines et nom
Les cofondateurs du FoeBuD Rena Tangens et padeluun étaient engagés dans les milieux du punk rock et des arts médiatiques et ont fondé une galerie d’art au nom d’Art d’Ameublement à Bielefeld en 1984. 
Celle-ci accueillit le Chaos Computer Club en 1985 à Bielefeld, où se forma ensuite un groupe d’enthousiastes de communication, hacking et philosophie de la technologie qui organisait mensuellement des réunions appelées « Public Domain ». Il s’agit de soirées de conférence et discussion sur tous les aspects de la technologie moderne,.
L’association FoeBuD se forma. Cet acronyme signifie « Association pour le soutien de la circulation public des données mobile et immobile », étant une parodie du langage administratif assez maladroit utilisé par les postes fédérales, qui tenaient à l’époque le monopole garanti par l’État pour la communication postale, téléphonique et digitale. La Deutsche Bundespost fut critiquée dans les années 1980 pour la régulation de la télécommunication et des technologies digitales.
Quand le FoeBuD s’approchait de son 25e anniversaire, on croyait que le nom, étant une blague d’initié dans le milieu des hackers, serait un obstacle pour le futur développement de l’organisation. Désormais, l’association a changé son nom en « Digitalcourage » le 17 novembre 2012.